# グロンマ川

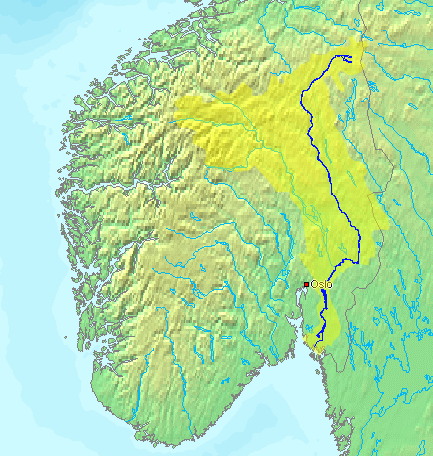
流域図

グロンマ川（GlommaまたはGlåma）は、ノルウェー最長で最大流域面積をもつ川である。流域面積はノルウェー全土の13パーセントを占める。グローマ川とも呼ばれる。

## 流路
ソール・トロンデラーグ県レーロース近郊のアウルスン湖に源を発し、南へ流れる。その西側にある広大なグドブランスダール谷から流れるローゲン川がミョーサ湖へ注ぎ、そこから流れるヴォルマ川がネスでグロンマ川に合わさり、川の流れが増す。
フェトスンでオイェレン湖へ入ると、湖の中に対岸まで届くヨーロッパ最大の内陸デルタを形成する。川が湖に堆積させた大量の沈積土の一部は、建築で基礎に使うLECAを製造するために抽出される。湖からは、さらに南へ流れ、フレドリクスタ市でオスロ・フィヨルドへ注ぐ。
オイェレン湖に流れ込む三角州一帯および河口付近はオオハクチョウなどのハクチョウおよびカモの生息地で、ラムサール条約に登録されている。河口付近では珍しい多毛類のカザリゴカイ科のAlkmaria romijniも見られる。

## 産業
流域には豊富な森林地帯があり、歴史的にノルウェーの木材運搬河川となってきた。原料と水力の組み合わせで、容易な運搬が数世紀に渡ってグロンマ川沿いの産業を牽引してきた。一部の国内最大の産業と加工業は河口付近で設立され、木材の提供と水力が優良な港湾能力によって支援された。

## 植生
グロンマ谷農地の上限は多様だが、オステルダールでの標高500メートル付近が平均的な地点であり、より寒い気候を反映しグドブランスダールよりわずかに標高が低い。樹木限界線はオステルダールの標高900メートル地点付近で、カバ属の森林である。レーロースより上の森林は、谷底にあるものに制限される。 

## 名称の由来
Glommaという名前が用いられるのは、アーケシュフース県とエストフォル県である。ヘードマルク県とソール・トロンデラーグ県ではグローマ（Glåma）となる。この名前は非常に古くからのもので、意味は知られていない。
ノルウェーの河川の上流にある谷は、独特の名前がある。それらは、建築様式や伝統的な衣装によって初期文化区別の痕跡があるのと同じである。グロンマ上流の谷はオステルダール（「東の谷」という意味）である。